# Huge-LQG

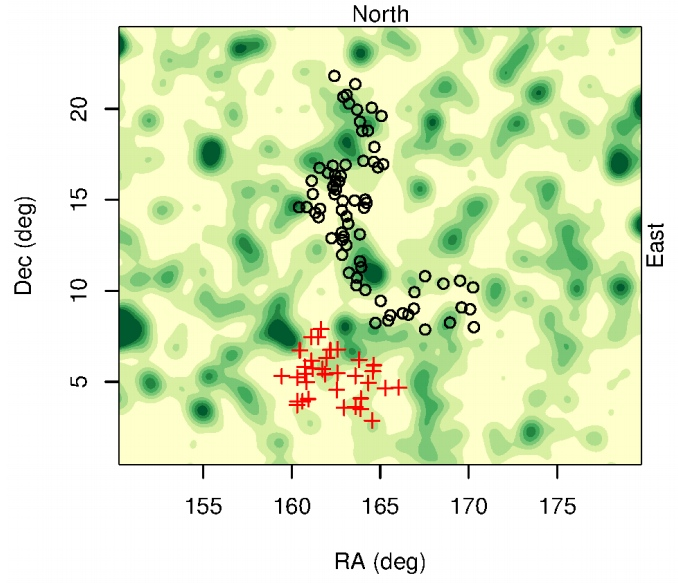
Mapa del Huge-LQG evidenciat dels cèrcols negres, adjacent al Clowes–Campusano LQG representat per les creus roges. Credit: R.G. Clowes (Universitat del Lancashire central).

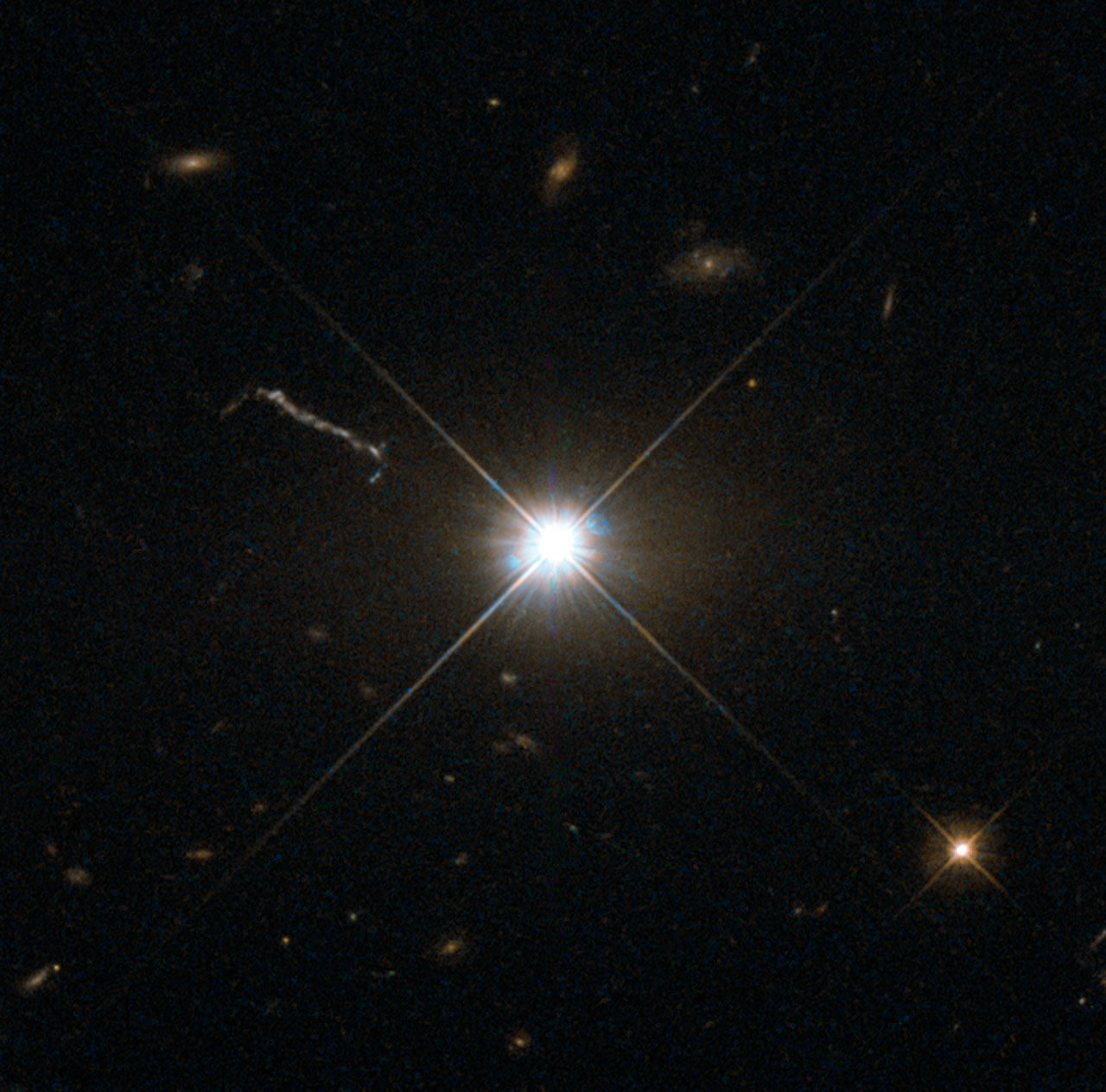
El quasar 3C273 (Telescopi espacial Hubble)

El Huge Large Quasar Group (Huge-LQG o U1.27) és una possible estructura o pseudoestructura, definibile com una gran cúmul de 73 quàsars, d'aproximadament 4.000 milions d'anys llum. En el moment del seu descobriment va resultar ser l'estructura més gran i massiva coneguda de l'univers observable, tot i que ha estat superada per la sobredensitat d'NQ2-NQ4 GRB (anomenada impròpiament gran barrera d'Hèrcules-Corona Boreal) que tindria una grandària de 10 mil milions d'anys llum. Tanmateix, van sorgir dubtes sobre l'existència real d'aquesta estructura.

## La descoberta
Roger G. Clowes, juntament amb col·legues de la Universitat de Lancashire Central a Preston, Regne Unit, l'11 de gener de 2013 van informar del descobriment d'un grup de quàsars en direcció a la constel·lació del Lleó, mitjançant les dades del catàleg DR7QSO pertanyents a l'Sloan Digital Sky Survey, la més gran de les investigacions de redshift multi-imatge i espectroscòpica. L'enorme LQG es demostraria com l'estructura més gran coneguda de l'univers observable. El descobriment es remunta al novembre de 2012 i es van trigar dos mesos de proves abans d'anunciar-ho públicament, notícies que tenien un eco mundial rebent una atenció enorme de la comunitat científica.

## Característiques
La grandària del Huge-LQG han estat estimades en 1,24 Gigaparsec de llargària per 640 i 370 Megaparsec en les altres dues grandàries, comprenent 73 quàsars. Els quàsar són nuclis galàctics actius molt lluminosos sostinguts per forats negres supermassius que creixen en matèria. Atès que els quàsars només s'han descobert a les regions més denses de l'univers, es poden utilitzar per investigar àrees de densitat més alta. El Huge-LQG té una massa total de 6,1 x 1018 masses solars, i també es coneix com a U1.27 pel seu redshift de z = 1.27, que equival a 9 mil milions d'anys llum (distància recorreguda per la llum per arribar a la Terra).
Huge-LQG dista 615 Mpc del Clowes-Campusano LQG (U1.28), un grup de 34 quàsar també descobert de Roger G. Clowes en el 1991.

## Principi cosmològic
Amb l'anunci de Clowes sobre el descobriment del Huge-LQG també es va emfatitzar que aquesta estructura estava en contradicció amb el principi cosmològic que implica que, a escales prou grans, l'univers és substancialment homogeni, és a dir, les fluctuacions estadístiques de la densitat. la matèria a les diverses regions de l'univers és mínima.T ot i això, hi ha diferents definicions sobre l'homogeneïtat de l'univers, sobre la base de les quals aquestes fluctuacions es podrien considerar prou petites, i la definició adequada depèn del context en què s'utilitze. Jaswant Yadav et al. han suggerit una definició d'escala d'homogeneïtat basada en la dimensió fractal de l'univers, arribant a la conclusió que, d'acord amb aquesta definició, el límit superior s'hauria de fixar en 260 / h Mpc.
La gran barrera Sloan, una filament de galàxies descobert en el 2003, té una longitud de 423 Mpc, per tant, ja més ampli que els paràmetres d'homogeneïtat.
Però l'enorme LQG és tres vegades més llarg i dues vegades més ample que els límits superiors suggerits per Yadav, i això representa un repte per a la nostra comprensió de l'univers a gran escala. Tanmateix, a partir de l'existència de funcions de correlació (funció que descriu la distribució de galàxies) en un ampli rang, és plausible que en la distribució de galàxies es puguen trobar estructures que s'estenen dimensionalment més enllà dels paràmetres fixats per l'escala d'homogeneïtat.

## Controversia
Seshadri Nadathur, de la Universitat de Bielefeld, va dur a terme un estudi encara més profund sobre l'enorme LQG que demostra, contràriament al que afirmava Clowes, que al seu nou mapa no hi ha una agrupació de quàsars als voltants de l'enorme LQG. El mapa és similar al creat per Clowes, però inclou tots els quàsars d'aquesta regió. Després de realitzar nombroses anàlisis estadístiques sobre les dades de quàsar, sobre les variacions extremes en la composició i la forma del Huge-LQG, va determinar la probabilitat que les dimensions del Huge-LQG es puguen produir aleatòriament. Amb aquest mètode va obtenir unes 10.000 regions substancialment idèntiques a les estudiades per Clowes amb una distribució aleatòria de quàsars. Les dades donen suport a l'estudi de Yadav a l'escala d'homogeneïtat, i el principi cosmològic no es trencaria. L'estudi també assenyala que l'algorisme utilitzat per Clowes per identificar el Huge-LQG, si s'utilitza per correlacionar altres quàsars, produeix més de mil cúmuls idèntics al Huge-LQG.
Tot i que els quàsars poden constituir regions denses de l'Univers, cal tenir en compte, però, que tots els quàsars tenen una distribució uniforme, és a dir, una concentració d'un quàsar durant uns quants milions d'anys llum, fent molt poc probable el seu paper en la construcció d'estructures. Per tant, seguint el que ha demostrat Nadathur, la identificació del Huge-LQG podria ser el resultat d'un error "fals positiu" o d'identificació, portant a la conclusió que aquesta no és una estructura real. Tot i això, també han sorgit altres dubtes sobre els mètodes d'estudi utilitzats per al descobriment i és possible que altres LQG de la regió no constituïren una estructura. No obstant això, el descobriment de Clowes podria trobar suport amb les dades de les línies d'absorció de Mg II (gas ionitzat de magnesi, utilitzat habitualment per sondar galàxies remotes). El gas de Mg II suggereix que l'enorme LQG s'associa a un augment de massa, més que a un “fals positiu”, cosa que no es va tenir en compte en l'estudi de Nadathur.
Una altra contribució a Huge-LQG provenia del treball més recent de Hutsemékers del setembre 2014, que ha mesurat la polaritzazió dels quàsasr en l'estructura, rellevant una significativa correlació dels vectors de la polarització sobre escales més grans de 500 Mpc.